# Vanguard SLV2
Vanguard SLV2 (auch bekannt als Lyman-Alpha Satellite 2) war ein US-amerikanischer Forschungssatellit aus dem Vanguard-Projekt der NASA. Er ging bei einem Fehlstart verloren.

## Technik
Vanguard SLV2 wurde vom Naval Research Laboratory (NRL) gebaut. Er wog nur ca. 10 kg und hatte einen Durchmesser von ca. 50 cm. Die elektrische Energieversorgung erfolgte über Batterien und Solarzellen. Der Satellit war, abgesehen der unterschiedlichen Wellenlängen, identisch zu Vanguard TV5.

## Aufgabe
Das Ziel der Mission war es, Lyman-Alpha-Strahlung und die Weltraumumwelt zu erforschen. Der Satellit sollte das Spektrum 1100 bis 1300 Å abdecken.
Außerdem sollte die Vanguard-Trägerrakete weiter getestet werden.

## Startverlauf
Vanguard SLV2 wurde am 26. Juni 1958 auf einer Vanguard-Trägerrakete von der Cape Canaveral AFS gestartet. Nach ungefähr zweieinhalb Minuten schaltete sich die zweite Raketenstufe aufgrund von zu niedrigem Druck im Sauerstofftank schon nach 8 Sekunden ab. Aufgrund des nicht ausreichenden Schubs konnte keine Umlaufbahn erreicht werden. Die Mission wurde somit als Fehlschlag bezeichnet.